# Malina Joshi

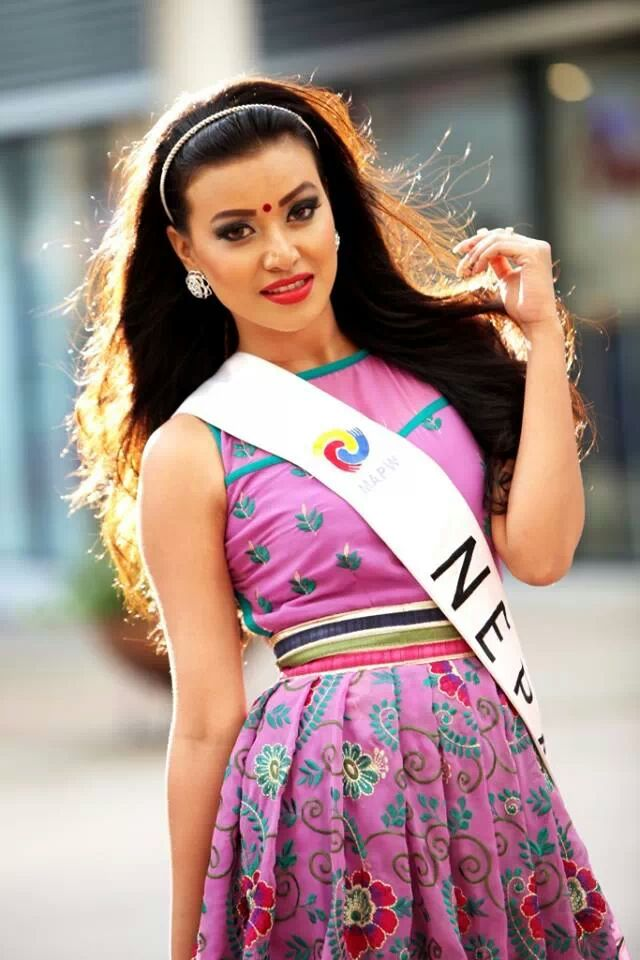
Malina Joshi, 2014

Malina Joshi (Nepali मलिना जोशी, * 27. Januar 1989 in Dharan) ist eine nepalesische Schauspielerin und Model und Gewinnerin eines Schönheitswettbewerbs.

## Leben und Karriere
Joshi besuchte die Dharan Higher Secondary School. Sie gewann den Titel Miss Nepal 2011. Außerdem vertrat sie Nepal bei der Wahl zur Miss World 2011. 2013 nahm Joshi an der Wahl zur Miss Asia Pacific teil, wo sie als eine der 15 Halbfinalistinnen war.
Ihr Debüt gab sie 2014 in dem Film Ritu. Anschließend bekam sie 2016 in The Winner die Hauptrolle. Im selben Jahr wurde sie für den Film Jhumkee gecastet. 2017 spielte Joshi in Rani mit. Außerdem war sie 2023 in Chhakka Panja 4 zu sehen.

## Filmografie
Filme
- 2014: Ritu
- 2016: The Winner
- 2016: Jhumkee
- 2017: Rani
- 2023: Chhakka Panja 4